# Devario

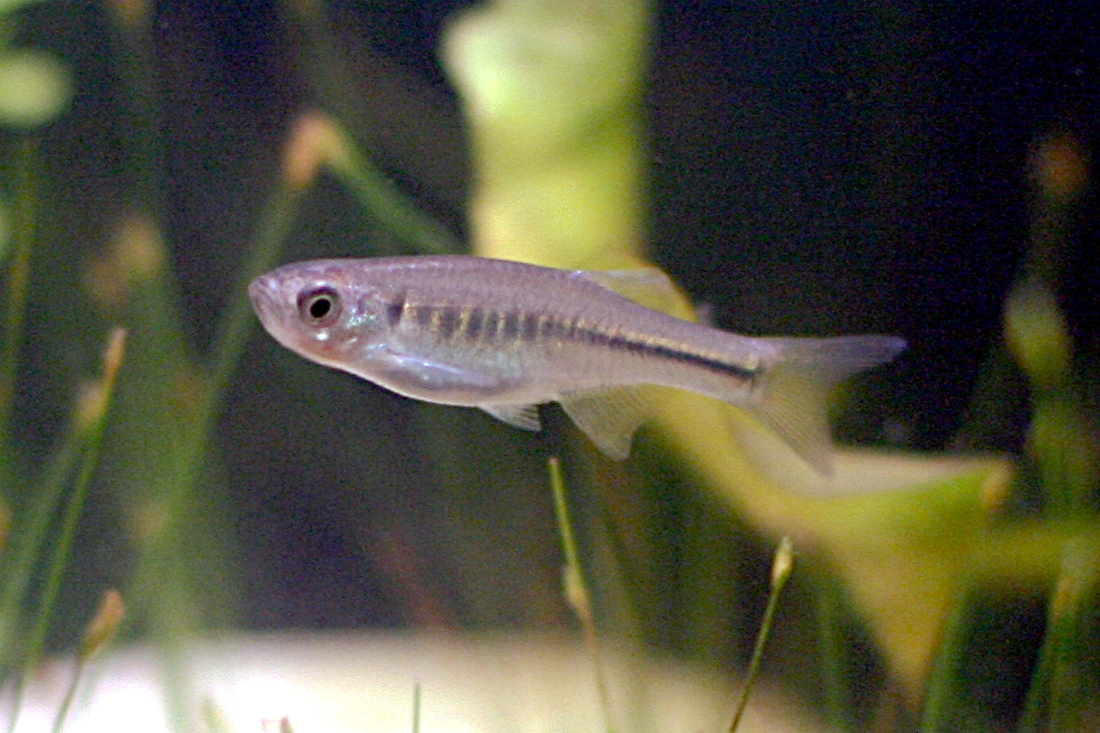
Devario maetaengensis.

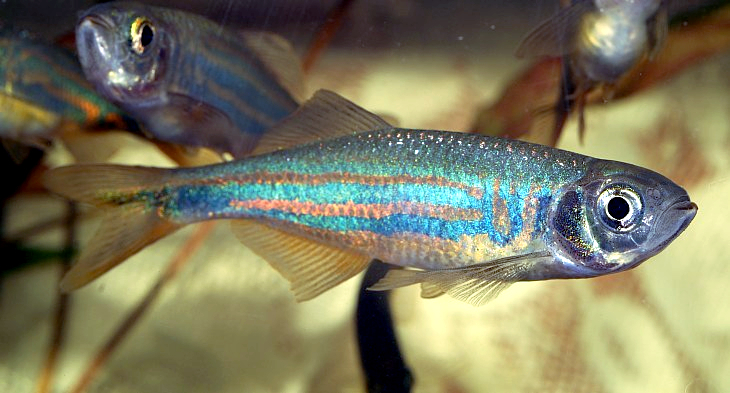
Devario malabaricus.

El género Devario son peces ciprínidos de agua dulce incluidos en el orden Cypriniformes, distribuidos originalmente por ríos del sudeste de Asia y muy comunes en los acuarios.
Morfológicamente muy similar al género Danio también muy familiar en acuarios, de pocos centímetros de longitud pero algo mayor que Danio y con pequeños bigotes.
Su hábitat natural es bentopelágico de clima tropical, viviendo en arroyos y pequeños ríos de montaña, prefiriendo las aguas limpias cerca de la cabecera de estos ríos. Se alimentan sobre todo de insectos, aunque algunas especies se alimentan de detritos u otros invertebrados.

## Especies
Existen 35 especies agrupadas en este género:
- Género Devario:
  - Devario acrostomus (Fang y Kottelat, 1999)
  - Devario acuticephala (Hora, 1921)
  - Devario aequipinnatus (McClelland, 1839) - Danio gigante
  - Devario affinis (Blyth, 1860)
  - Devario annandalei (Chaudhuri, 1908)
  - Devario apogon (Chu, 1981)
  - Devario apopyris (Fang y Kottelat, 1999)
  - Devario assamensis (Barman, 1984)
  - Devario auropurpureus
  - Devario browni (Regan, 1907)
  - Devario chrysotaeniatus (Chu, 1981)
  - Devario devario (Hamilton, 1822) - Danio de Bengala
  - Devario fangfangae (Kottelat, 2000)
  - Devario fraseri (Hora, 1935)
  - Devario gibber (Kottelat, 2000)
  - Devario horai (Barman, 1983)
  - Devario interruptus (Day, 1870)
  - Devario kakhienensis (Anderson, 1879)
  - Devario laoensis (Pellegrin y Fang, 1940)
  - Devario leptos (Fang y Kottelat, 1999)
  - Devario maetaengensis (Fang, 1997)
  - Devario malabaricus (Jerdon, 1849) - Danio malabar
  - Devario manipurensis (Barman, 1987)
  - Devario naganensis (Chaudhuri, 1912)
  - Devario neilgherriensis (Day, 1867)
  - Devario pathirana (Kottelat y Pethiyagoda, 1990)
  - Devario peninsulae (Smith, 1945)
  - Devario quangbinhensis (Nguyen, Le y Nguyen, 1999)
  - Devario regina (Fowler, 1934)
  - Devario salmonata (Kottelat, 2000)
  - Devario shanensis (Hora, 1928)
  - Devario sondhii (Hora y Mukerji, 1934)
  - Devario spinosus (Day, 1870)
  - Devario strigillifer (Myers, 1924)
  - Devario suvatti (Fowler, 1939)
  - Devario yuensis (Arunkumar y Tombi Singh, 1998)